# 等變質度綫
等變質度綫 （英語：isograd）是研究變質岩的一種概念。是對岩石所經歷的變質程度的粗略衡量，根據其含的指標礦物為依据。等變質度綫是一個理論上的表面，由變質程度相同的點組成的連綫面。根據不同指標礦物而分離了不同變質帶的岩石。 
在地質圖上，等變質度綫是用來分開不同變質等級的岩石邊界。 例如，石榴石 等變質度綫,是標志石榴石在岩石中的首次出現的位置。
根據高壓和高溫驗室實驗資料，變質岩中的礦物，可以提供該礦物形成的壓力和溫度。 例如，隨著溫度和壓力的升高的變質作用，在頁岩中首先形成的礦物是雲母，尤其是綠泥石和黑雲母。 隨著溫度和壓力的增加，石榴石開始出現，然後是藍晶石（在較高壓力下）或矽線石（在較高溫度下）。 含有綠泥石的變質帶可稱為綠泥石帶，含有石榴石的變質帶稱為石榴石帶，依此類推。 通常，主要的變質礦物被用來形容片岩的名稱，例如，石榴石片岩或石榴石-十字石片岩等，代表其變質程度。